# Поль Гольберг
Поль Гольберг  (норв. Pål Golberg) — норвезький лижник, олімпійський медаліст, чотириразовий чемпіон світу та призер чемпіонату світу.
Золоту медаль чемпіона світу Гольберг виборов на світовій першості 2021 року, що проходила в німецькому Оберстдорфі, у складі норвезької збірної в естафеті 4х10 км.

## Виступи на Олімпійських іграх
| Рік  | Вік | 15 км | Скіатлон 15 км | 50 км мас-старт | Спринт | Естафета 4 × 5 км | Командний спринт |
| ---- | --- | ----- | -------------- | --------------- | ------ | ----------------- | ---------------- |
| 2014 | 23  | 18    | —              | —               | —      | —                 | —                |
| 2018 | 27  | —     | —              | —               | 4      | —                 | —                |
| 2022 | 31  | 15    | 5              | —               | 21     | Срібло            | —                |

## Виступи на чемпіонатах світу
- 7 медалей – (6 золотих, 0 срібних, 1 бронза)

| Рік  | Вік | 10 км | Скіатлон 15 км | 50 км мас-старт | Спринт | Естафета 4 × 5 км | Командний спринт |
| ---- | --- | ----- | -------------- | --------------- | ------ | ----------------- | ---------------- |
| 2013 | 22  | —     | —              | —               | 5      | —                 | 11               |
| 2021 | 30  | —     | —              | 8               | 8      | Золото            | —                |